# Nycteris javanica
Nycteris javanica är en fladdermusart som beskrevs av E. Geoffroy 1813. Nycteris javanica ingår i släktet Nycteris och familjen hålnäsor. Inga underarter finns listade i Catalogue of Life. Wilson & Reeder (2005) skiljer mellan två underarter. Fladdermusen och systerarten Nycteris tragata är släktets enda medlemmar i östra Asien och de bildar tillsammans en artgrupp.

## Utseende
Nycteris javanica är med 43 till 50 mm långa underarmar en av släktets mindre arter. En långsträckt fördjupning vid näsborrarna börjar vid övre läppen och det finns små hudflikar omkring. Pälsen är mjuk och fluffig. Den har på ovansidan en gråbrun till rödbrun färg och undersidan är lite ljusare. Typisk är stora öron och avrundade mörkbruna vingar. Med undantag av könsdelarna finns inga skillnader mellan hannar och honor.
Familjens medlemmar som lever i östra Asien har i kraniet bakom strupen en kammare som skiljer sig i formen från andra familjemedlemmars kammare. Dessutom finns ytterligare fyra morfologiska avvikelser som skiljer artgruppens medlemmar från afrikanska och arabiska hålnäsor.

## Utbredning
Arten förekommer på Java, på östra Timor och på mindre öar i samma region. Den vistas i låglandet och i bergstrakter upp till 2500 meter över havet. Individerna vilar ensam eller i par i grottor som ligger intill skogar eller nära trädodlingar. Kanske använder Nycteris javanica liksom andra hålnäsor trädens håligheter som sovplats.

## Ekologi
Exemplar som lever i karstlandskap föredrar grottor som gömställe. Vid viloplatsen bildas grupper med upp till fem medlemmar. Denna fladdermus jagar spindlar, halvvingar, hopprätvingar, skalbaggar, fjärilar, kackerlackor och andra leddjur. Efter jakten kan magsäckens innehåll motsvara 43 procent av fladdermusens vikt.

## Hot
Det största hotet är landskapets omvandling till jordbruksområden och samhällen. Några grottor förstörs när kalksten bryts. I utbredningsområdet etablerades flera skyddszoner. Enligt uppskattningar minskar population i 15 år efter 2013 med 30 procent. IUCN kategoriserar arten globalt som sårbar.